# Florestine von Monaco

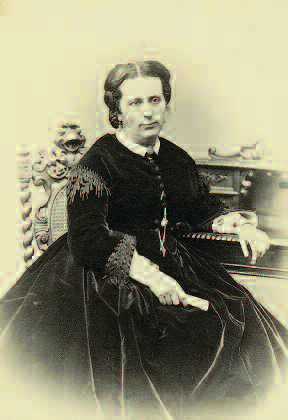
Florestine von Monaco

Prinzessin Florestine Gabrielle Antoinette von Monaco (* 2. Oktober 1833 in Fontenay-aux-Roses, Frankreich; † 24. April 1897 in Stuttgart) war ein Mitglied des Hauses Grimaldi. Durch Heirat wurde sie zur Herzogin von Urach und Gräfin von Württemberg.

## Leben
Florestine war die einzige Tochter des Fürsten Florestan I. von Monaco (1785–1856) und seiner Frau, der ehemaligen Schauspielerin, Maria Caroline Gibert de Lametz (1793–1879), Tochter von Charles Thomas Gibert de Lametz. Ihre Großeltern väterlicherseits waren Fürst Honoré IV. von Monaco und seine Gattin Prinzessin Louise d’Aumont Mazarin.
Am 16. Februar 1863 heiratete Prinzessin Florestine in Monaco Graf Wilhelm von Württemberg (1810–1869), Sohn des Herzogs Wilhelm von Württemberg, Bruder des Königs Friedrich von Württemberg, und seiner Frau Freiin Wilhelmine Rhodis von Tundersfeld. Am 28. Mai 1867 erfolgte die Standeserhöhung Wilhelms zum Herzog von Urach. Aus der Ehe gingen zwei Söhne hervor:
- Wilhelm Karl Florestan Gero Crescentius (1864–1928), Herzog von Urach und 1918 kurzzeitig als Mindaugas II. nominell König von Litauen

⚭ 1892 Herzogin Amalie Maria in Bayern (1865–1912), älteste Tochter von Herzog Carl Theodor in Bayern
⚭ 1924 Prinzessin Wiltrud Marie Alix in Bayern (1884–1975), sechste Tochter des letzten bayrischen Königs Ludwig III.
- Karl Josef Wilhelm Florestan Gero Crescentius (1865–1925), Fürst von Urach

Nach dem Tod des Fürsten Albert I. von Monaco im Jahr 1922 meldete ihr erstgeborener Sohn Wilhelm Karl seine Thronansprüche auf das Fürstentum an. Seinen Thronanspruch begründete er damit, dass seine Mutter bei ihrer Heirat nicht auf ihr Erbrecht verzichtet hatte. Aber Frankreich bestand darauf, dass das monegassische Recht die weibliche Thronfolge (nicht prinzipiell) ausschließt. So verzichtete Prinzessin Charlotte, uneheliche Tochter des Fürsten Louis II., schon 1944 zugunsten ihres einzigen Sohnes Rainier III. auf alle Rechte am monegassischen Thron.

## Name in verschiedenen Lebensphasen
- 1833–1863 Prinzessin Florestine von Monaco
- 1863–1897 Gräfin Florestine von Württemberg
- 1867–1897 Herzogin Florestine von Urach, Gräfin von Württemberg